# Ryan Malone
Pour les articles homonymes, voir Malone.
Ryan Malone (né le 1er décembre 1979 à Pittsburgh dans l'État de Pennsylvanie aux États-Unis) est un joueur professionnel américain de hockey sur glace
Il peut aussi bien évoluer au centre qu'en tant qu'ailier gauche. Il est le fils d'un joueur de hockey des Penguins : Greg Malone. Ryan a choisi de porter le même numéro que son père : le numéro 12. Il est le neveu de Jim Malone et le cousin de Brad Malone.

## Carrière en club
Malone a été choisi au 4e tour du repêchage de 1999 de la Ligue nationale de hockey (115e au total) par les Penguins de Pittsburgh. Cela dit il n'a disputé son premier match sous les couleurs des Penguins qu'au cours de la saison 2003-2004. Cette saison-là il a réalise une très bonne saison et finit troisième meilleur marqueur de l'équipe après Dick Tärnström et Aleksey Morozov.
Auparavant, Malone a joué pour l'équipe de la Western Collegiate Hockey Association : les St. Cloud State du championnat universitaire. Au cours de la saison 2004-2005 de la LNH, Malone a profité de l'annulation de la saison pour découvrir l'Europe et joueur en Finlande, Suisse et en Italie.
Avec l'équipe 2006-2007 des Penguins, ils parviennent pour la première fois aux séries éliminatoires depuis 2002 mais ils perdent au premier tour contre les Sénateurs d'Ottawa. Avec l'équipe 2007-2008, il parvient à la finale de la Coupe Stanley mais finalement l'équipe perd au sixième 4 matchs à 2 après avoir remporté le cinquième match de la finale sur la glace des Red Wings de Détroit au bout de trois prolongations. Lors de ce cinquième match, Malone reçoit le palet dans le nez à la suite d'un tir de son coéquipier, Hal Gill. C'est alors la quatrième fois de sa carrière qu'il se casse le nez et la deuxième fois que cela lui arrive au cours de la série contre les Red Wings. Son père a eu le nez cassé 14 fois au cours de sa carrière. Ryan Malone revient tout de même au cours du match lors de la période suivante et est sur la glace lorsque son équipe parvient à marquer le but de la victoire par Sýkora. Les Penguins perdent malgré tout lors du sixième match de la série.
Le 28 juin, ses droits ainsi que ceux de Gary Roberts sont échangés au Lightning de Tampa Bay. Tous deux agents libres, ils sont échangés en retour de choix de repêchage d'entrée de 2009. Le 29 juin, Malone accepte un contrat de 7 ans avec le Lightning.
Il joue un total de six saisons avec le Lightning. Alors que ses performances sont sur le déclin depuis la saison 2012-2013, une tuile tombe sur la tête de Malone lorsqu'il est arrêté en avril 2014 pour possession de cocaïne et conduite sous influence. À la suite de cette saison, le Lightning rachète son contrat auquel il restait une année à écouler.
En septembre 2014, il accepte un contrat d'une saison avec les Rangers de New York. Après six matchs sans point avec les Rangers, il est placé au ballotage puis assigné au Wolf Pack de Hartford, équipe affiliée aux Rangers dans la Ligue américaine de hockey. Il dispute une vingtaine de parties avec le Wolf Pack avant d'être une nouvelle fois placé au ballotage en février 2015, mais cette fois-ci dans le but de résilier son contrat après un accord entre Malone et la direction des Rangers.

## Carrière internationale
Il a représenté les États-Unis lors des compétitions internationales. Il a participé au championnat du monde en 2004, édition dans lequel il remporte la médaille de bronze, et en 2006. Il a également fait partie de la délégation américaine de hockey sur glace lors des Jeux olympiques d'hiver de 2010 se tenant à Vancouver au Canada, tournoi qui se conclut par une médaille d'argent.

## Statistiques

### En club
| Saison     | Équipe                            | Ligue      |     | Saison régulière | Saison régulière | Saison régulière | Saison régulière | Saison régulière |   | Séries éliminatoires | Séries éliminatoires | Séries éliminatoires | Séries éliminatoires | Séries éliminatoires |
| Saison     | Équipe                            | Ligue      | PJ  | B                | A                | Pts              | Pun              | PJ               | B | A                    | Pts                  | Pun                  |                      |                      |
| 1998-1999  | Lancers d'Omaha                   | USHL       | 51  | 14               | 22               | 36               | 81               | 12               | 2 | 4                    | 6                    | 23                   |                      |                      |
| 1999-2000  | Huskies de St. Cloud State        | NCAA       | 38  | 9                | 21               | 30               | 68               | -                | - | -                    | -                    | -                    |                      |                      |
| 2000-2001  | Huskies de St. Cloud State        | NCAA       | 36  | 7                | 18               | 25               | 52               | -                | - | -                    | -                    | -                    |                      |                      |
| 2001-2002  | Huskies de St. Cloud State        | NCAA       | 41  | 24               | 25               | 49               | 76               | -                | - | -                    | -                    | -                    |                      |                      |
| 2002-2003  | Huskies de St. Cloud State        | NCAA       | 27  | 16               | 20               | 36               | 85               | -                | - | -                    | -                    | -                    |                      |                      |
| 2002-2003  | Penguins de Wilkes-Barre/Scranton | LAH        | 3   | 0                | 1                | 1                | 2                | -                | - | -                    | -                    | -                    |                      |                      |
| 2003-2004  | Penguins de Pittsburgh            | LNH        | 81  | 22               | 21               | 43               | 64               | -                | - | -                    | -                    | -                    |                      |                      |
| 2004-2005  | Espoo Blues                       | SM-liiga   | 9   | 2                | 1                | 3                | 36               | -                | - | -                    | -                    | -                    |                      |                      |
| 2004-2005  | Ritten Renon                      | Serie A    | 10  | 6                | 2                | 8                | 20               | -                | - | -                    | -                    | -                    |                      |                      |
| 2004-2005  | HC Ambri-Piotta                   | LNA        | -   | -                | -                | -                | -                | 1                | 0 | 0                    | 0                    | 2                    |                      |                      |
| 2005-2006  | Penguins de Pittsburgh            | LNH        | 77  | 22               | 22               | 44               | 63               | -                | - | -                    | -                    | -                    |                      |                      |
| 2006-2007  | Penguins de Pittsburgh            | LNH        | 64  | 16               | 15               | 31               | 71               | 5                | 0 | 0                    | 0                    | 0                    |                      |                      |
| 2007-2008  | Penguins de Pittsburgh            | LNH        | 77  | 27               | 24               | 51               | 103              | 20               | 6 | 10                   | 16                   | 25                   |                      |                      |
| 2008-2009  | Lightning de Tampa Bay            | LNH        | 70  | 26               | 19               | 45               | 98               | -                | - | -                    | -                    | -                    |                      |                      |
| 2009-2010  | Lightning de Tampa Bay            | LNH        | 69  | 21               | 26               | 47               | 68               | -                | - | -                    | -                    | -                    |                      |                      |
| 2010-2011  | Lightning de Tampa Bay            | LNH        | 54  | 14               | 24               | 38               | 51               | 18               | 3 | 3                    | 6                    | 24                   |                      |                      |
| 2011-2012  | Lightning de Tampa Bay            | LNH        | 68  | 20               | 28               | 48               | 82               | -                | - | -                    | -                    | -                    |                      |                      |
| 2012-2013  | Lightning de Tampa Bay            | LNH        | 24  | 6                | 2                | 8                | 22               | -                | - | -                    | -                    | -                    |                      |                      |
| 2013-2014  | Lightning de Tampa Bay            | LNH        | 57  | 5                | 10               | 15               | 67               | -                | - | -                    | -                    | -                    |                      |                      |
| 2014-2015  | Rangers de New York               | LNH        | 6   | 0                | 0                | 0                | 4                | -                | - | -                    | -                    | -                    |                      |                      |
| 2014-2015  | Wolf Pack de Hartford             | LAH        | 24  | 4                | 5                | 9                | 29               | -                | - | -                    | -                    | -                    |                      |                      |
| Totaux LNH | Totaux LNH                        | Totaux LNH | 641 | 179              | 191              | 370              | 689              | 43               | 9 | 13                   | 22                   | 49                   |                      |                      |

### En équipe nationale
| Année | Compétition          |   | PJ | B | A | Pts | Pun                |  | Résultat |
| 2004  | Championnat du monde | 9 | 3  | 0 | 3 | 2   | Médaille de bronze |  |          |
| 2006  | Championnat du monde | 7 | 2  | 2 | 4 | 12  | 7e place           |  |          |
| 2010  | Jeux olympiques      | 6 | 3  | 2 | 5 | 6   | Médaille d'argent  |  |          |

## Trophées et honneurs personnels
- 2003-2004 :
  - participe au Match des jeunes étoiles de la LNH.
  - nommé dans l'équipe d'étoiles des recrues de la LNH.